# Joseph Leonard Goldstein
Joseph Leonard Goldstein   (Kingstree, 18 d'abril de 1940) és un bioquímic i genetista estatunidenc guardonat amb el Premi Nobel de Medicina o Fisiologia l'any 1985.

## Biografia
Va néixer el 18 d'abril de 1940 a la ciutat de Kingstree, població situada a l'estat nord-americà de Carolina del Sud. Va estudiar química a la Universitat Washington i Lee (Virgínia), on es graduà el 1962 i el 1966 s'especialitzà en bioquímica a la Universitat de Texas, centre del qual en fou el director del Departament de Genètica Molecular.

## Recerca científica
Durant la seva estada a Texas conegué Michael Stuart Brown, amb el qual inicià una llarga col·laboració científica al voltant de l'estudi del metabolisme del colesterol. Ambdós descobriren les lipoproteïnes de baixa densitat (LDL) i les seves investigacions foren cabdals per al tractament de les malalties causada per un alt nivell de colesterol a la sang, la formació dels dipòsits de greix vascular i l'arterioesclerosi.
L'any 1985 fou guardonat, juntament amb Michael Stuart Brown, amb el Premi Nobel de Medicina o Fisiologia pels seus treballs sobre la regulació del metabolisme del colesterol.